# Dynamine agatha
Dynamine agatha är en fjärilsart som beskrevs av Charles Oberthür 1916. Dynamine agatha ingår i släktet Dynamine och familjen praktfjärilar. Inga underarter finns listade i Catalogue of Life.